# Atocha (Madrid)
Atocha es uno de los 7 barrios que conforman el distrito de Arganzuela en Madrid. En este barrio se encuentra la estación de Atocha, la más importante estación ferroviaria de España.

## Límites
El barrio se encuentra limitado por la Ronda de Atocha por el norte, la calle de Méndez Álvaro por el oeste, la Avenida de la Ciudad de Barcelona por el este y la M-30 por el sur.

## Toponimia
La pradera de Atocha aparece como Prato de Thoia y prado de Toia en el fuero municipal de Madrid del siglo XIII. Se ha relacionado con el atochar (campo de esparto), la ermita de Nuestra Señora de Atocha (derivada de Theotoca ("Madre de Dios") o Antioquía) o la atochada (movimiento de tierras con hierbas para contener el agua, aquí aplicado a un arroyo local).

## Calles
Las calles del barrio son:
- Avenida Ciudad de Barcelona
- Avenida de la Paz (M-30)
- Calle Acanto
- Calle Alamedilla
- Calle Alberche
- Calle Alpedrete
- Calle Comercio
- Calle Garganta de los Montes
- Calle Jacaranda
- Calle Kentia
- Calle Leganés
- Calle Méndez Álvaro
- Calle Ombú
- Calle Pedro Bosch
- Calle Retama
- Calle Tamarindo
- Calle Tejo

En las inmediaciones del barrio se encuentran otras calles más importantes, como son, entre otras, la Avenida del Planetario, la plaza del Amanecer, las calles Ramírez de Prado, Bustamante, Canarias, General Lacy, Áncora, Rafael de Riego y los paseos de las Delicias y de Santa María de la Cabeza.

## Características
En el barrio se podía encontrar un centro de El Corte Inglés e Hipercor (cerrado y demolido a partir del 29 de febrero de 2024). Tras este cierre, el barrio queda pobre de servicios como Correos, tintorería, arreglo de ropa, calzado y llaves, papelería, etc., que contenía el centro, cerrado debido a una sentencia judicial por exceso de edificabilidad.
Igualmente, se pueden encontrar los cines de Cinesa y varios restaurantes y oficinas, aparte de varios supermercados (como Alcampo y Aldi) y comercios como farmacia, bancos, peluquería y tiendas pequeñas de alimentación. Dentro de la Estación Sur de Autobuses se encuentran otros comercios, como administración de loterías o una oficina del CRTM. 
En el barrio también se encuentra el colegio de Plácido Domingo y el IES Antonio Fraguas "Forges" (este se encuentra en proceso de ampliación). También se encuentra el puente de Comercio (que pasa bajo la calle Comercio y las vías de la C-5) y muy cerca del límite del barrio, el Planetario y el Parque Enrique Tierno Galván.
En materia de sanidad, los vecinos son atendidos en el Centro de Salud Legazpi, bastante lejos del barrio. El centro de especialidades asignado es el de Pontones y el hospital de referencia, la Fundación Jiménez Díaz (de gestión privada, con concierto con el SERMAS). El PAC (punto de atención continuada) más cercano es el de Paseo Imperial (aunque más cerca del barrio está en el centro de salud Ángela Uriarte, en Entrevías)
El barrio está poblado por unos 1850 habitantes, siendo el segundo menos poblado de Madrid (por delante del barrio de Atalaya (Madrid), en el distrito de Ciudad Lineal)

## Transportes

### Cercanías Madrid
El barrio cuenta con la homónima estación de Atocha, en la cual efectúan parada, además de los trenes de cercanías de las líneas C-2, C-3, C-4, C-5, C-7, C-8 y C-10, trenes de Media y Larga distancia. Al sur del barrio se sitúa también la estación de Méndez Álvaro (líneas C-5 y C-10)

### Metro de Madrid
Las estaciones de Atocha, de la línea 1, y de Méndez Álvaro, de la 6, dan servicio al barrio. 

### Autobuses
Debido a que el barrio es pequeño y está mayoritariamente ocupado por las vías de las estaciones de Atocha y Méndez Álvaro, hay pocas líneas de autobuses que se internen en él, si bien hay una gran cantidad de líneas que dan servicio a las inmediaciones del barrio (en la zona en el intercambiador de Atocha y la calle de Tortosa):
NOTA: Debido a las obras de construcción del intercambiador de Conde de Casal, las líneas sombreadas en naranja trasladan su cabecera en la plaza de Conde de Casal hasta la Estación Sur (y alrededores), desde el 17 de febrero de 2025 hasta fin de obras.
| Línea             | Terminales                                                             |
| ----------------- | ---------------------------------------------------------------------- |
| 8                 | Legazpi – Valdebernardo                                                |
| 10                | Cibeles - Palomeras                                                    |
| 14                | Pío XII - Conde de Casal                                               |
| 19                | Legazpi - Plaza de Cataluña                                            |
| 24                | Estación de Atocha - Estación de El Pozo                               |
| 26                | Tirso de Molina - Diego de León                                        |
| 32                | Benavente - Pavones                                                    |
| 37                | Cuatro Caminos - Puente de Vallecas                                    |
| 47                | Atocha – Carabanchel Alto                                              |
| 54                | Estación de Atocha - Congosto                                          |
| 55                | Atocha – Batán                                                         |
| 57                | Estación de Atocha - Alto del Arenal                                   |
| 59                | Estación de Atocha - San Cristóbal                                     |
| 85                | Estación de Atocha - Butarque                                          |
| 86                | Estación de Atocha - Villaverde Alto                                   |
| 102               | Estación de Atocha – Estación de El Pozo                               |
| 113               | Méndez Álvaro – Ciudad Lineal                                          |
| 141               | Estación de Atocha - Buenos Aires                                      |
| 148               | Callao - Puente de Vallecas                                            |
| 152               | Felipe II – Méndez Álvaro                                              |
| 156               | Manuel Becerra – Legazpi                                               |
| Exprés Aeropuerto | Estación de Atocha - Aeropuerto                                        |
| 247               | Atocha – Colonia San José Obrero                                       |
| 001               | Estación de Atocha - Moncloa                                           |
| C2                | Circular 2                                                             |
| 331               | Madrid (Méndez Álvaro) - Rivas (Santa Mónica-Rivas Futura)             |
| 332               | Madrid (Méndez Álvaro) - Rivas Pueblo                                  |
| 333               | Madrid (Méndez Álvaro) - Rivas (Bellavista)                            |
| 334               | Madrid (Méndez Álvaro) - Rivas Futura                                  |
| 337               | Madrid (Atocha) - Chinchón - Valdelaguna                               |
| 351               | Madrid (Estación Sur) - Estremera - Barajas de Melo                    |
| 352               | Madrid (Estación Sur) - Fuentidueña de Tajo - Tarancón                 |
| 353               | Madrid (Estación Sur) - Villamanrique de Tajo - Santa Cruz de la Zarza |
| 423               | Madrid (Estación Sur) - Aranjuez                                       |
| N9                | Cibeles - Ensanche de Vallecas                                         |
| N10               | Cibeles - Palomeras                                                    |
| N11               | Cibeles – Madrid Sur                                                   |
| N13               | Cibeles – Colonia San Cristóbal de los Ángeles                         |
| N25               | Alonso Martínez - Villa de Vallecas                                    |
| NC1               | Circular 1                                                             |
| NC2               | Circular 2                                                             |
| N301              | Madrid (Atocha) - Rivas Futura                                         |
| N302              | Madrid (Atocha) - Rivas Pueblo                                         |
| N303              | Madrid (Atocha) - Arganda del Rey                                      |
| N802              | Madrid (Atocha) - Leganés (Vereda de los Estudiantes)                  |
| N803              | Madrid (Atocha) - Fuenlabrada (Barrio del Naranjo)                     |
| N804              | Madrid (Atocha) - Fuenlabrada                                          |
| SE766             | Atocha - Albergue de Vallecas                                          |